# هنری برنت (بازیکن فوتبال)
هنری برنت (انگلیسی: Henry Burnett؛ زادهٔ ۱۹۹۶ یا ۱۹۹۷ (۲۷–۲۸ سال)) بازیکن فوتبال است.